# Haliartus viridescens
Haliartus viridescens är en insektsart som beskrevs av Melichar 1914. Haliartus viridescens ingår i släktet Haliartus och familjen Tropiduchidae. Inga underarter finns listade i Catalogue of Life.